# Kwajalein
Đảo san hô Kwajalein là một trong những đảo san hô vòng lớn nhất thế giới san hô được đo theo diện tích của nước mà nó bao quanh. Đảo này bao gồm 97 đảo và đảo nhỏ, và diện tích của đảo này là 16,4 km ² (6,33 mi ²) và bao quanh một trong những đầm phá lớn nhất trên thế giới, với diện tích 2.174 km ² (839 mi ²).
Đảo Kwajalein là đảo cực nam và lớn nhất trong các hòn đảo ở đảo Kwajalein. Đảo cực bắc và lớn thứ nhì là Roi-Namur .
Dân số của đảo Kwajalein hiện đang dưới 1.000 người, chủ yếu là người Mỹ và một số lượng nhỏ người dân đến từ quần đảo Marshall và công dân khác, tất cả đều có sự cho phép từ quân đội Mỹ để sống ở đó Khoảng 13.500 công dân Marshallese sống trên đảo, phần lớn là trên đảo Ebeye.
Phương tiện giao thông cá nhân chủ yếu là xe đạp và nhà ở được miễn phí cho hầu hết các nhân viên, tùy thuộc vào hợp đồng hoặc tour nhiệm vụ.